# Hongkong na Letnich Igrzyskach Olimpijskich 2008
Hongkong na XXIX Letnich Igrzyskach Olimpijskich w Pekinie reprezentowało 33 sportowców w 11 dyscyplinach. Był to 14 start mieszkańców Hongkongu na letnich igrzyskach olimpijskich.

## Reprezentanci

### Badminton
mężczyźni
- singiel : Ng Wei

kobiety
- singiel : Wang Chen
- singiel : Yip Pui Yin

### Jeździectwo
mężczyźni
- skoki przez przeszkody indywidualnie : Lap Suen Lam
- skoki przez przeszkody indywidualnie : Man Kit Cheng

kobiety
- skoki przez przeszkody indywidualnie : Samantha Lam

mieszane
- skoki przez przeszkody drużynowo : Lap Suen Lam, Man Kit Cheng, Samantha Lam

### Kolarstwo
kolarstwo szosowe
mężczyźni
- ze startu wspólnego : Kin San Wu

kolarstwo torowe
mężczyźni
- wyścig na punkty : Wong Kam Po

kobiety
- wyścig na punkty : Wan Yiu Wong

kolarstwo górskie
mężczyźni
- cross-country : Chun Hing Chan

### Lekkoatletyka
mężczyźni
- 100 m : Chun Ho Lai

kobiety
- 100 m : Kin Yee Wan

### Pływanie
kobiety
- styl wolny

- 50 m : Chan Elaine
- 100 m : Hannah Wilson
- 200 m : Hoi Shun Au
- 400 m : Hoi Shun Au
- 800 m : Hoi Shun Au

- styl grzbietowy

- 100 m : Tsai Sherry

- styl motylkowy

- 100 m : Hannah Wilson

- styl zmienny

- 400 m : Tsai Sherry

### Strzelectwo
mężczyźni
- pistolet szybkostrzelny 25 m : Fai Wong

### Szermierka
mężczyźni
- floret indywidualnie : Lau Kwok Kin

kobiety
- szpada indywidualnie : Yeung Chui Ling
- szabla indywidualnie : Chow Tsz Ki

### Tenis stołowy
mężczyźni
- singiel : Ko Lai Chak
- singiel : Li Ching
- singiel : Cheung Yuk
- drużynowo : Ko Lai Chak, Li Ching, Cheung Yuk

kobiety
- singiel : Tie Yana
- singiel : Lin Ling
- singiel : Lau Sui Fei
- drużynowo : Tie Yana, Lin Ling, Lau Sui Fei

### Triathlon
mężczyźni
- indywidualnie : Lee Daniel

kobiety
- indywidualnie : So Ning Mak

### Wioślarstwo
mężczyźni
- jedynka : Law Hiu Fung
- dwójka podwójna wagi lekkiej : So Sau Wah, Kwong Wing Chow

kobiety
- jedynka : Lee Ka Man

### Żeglarstwo
mężczyźni
- windsurfing - RS:X : King Yin Chan

kobiety
- windsurfing - RS:X : Wai Kei Chan